# 7091 Maryfields
7091 Maryfields este o planetă minoră (asteroid), cu un diametru de 5,21 km, din centura de asteroizi. A fost descoperită pe 1 mai 1992 la Observatorul Palomar de Eleanor F. Helin și a fost numită după Mary Fields⁠(d). 
Obiectul prezintă o orbită caracterizată de o semiaxă mare de 2,3461048 UAi, o excentricitate de 0,2, o înclinație de 24,08086 ° în raport cu ecliptica.